# Sẻ bảy màu
Sẻ bảy màu (danh pháp hai phần: Tangara fastuosa) là một loài chim trong họ Thraupidae.